# Il viaggio della Mayflower
Il viaggio della Mayflower è un film per la televisione del 1979 diretto da George Schaefer con Anthony Hopkins e Richard Crenna.